# Pseudomesystoechus deserticola
Pseudomesystoechus deserticola är en skalbaggsart som beskrevs av Ohaus 1912. Pseudomesystoechus deserticola ingår i släktet Pseudomesystoechus och familjen Rutelidae. Inga underarter finns listade i Catalogue of Life.